# Beach Rally
Beach Rally é um jogo para celulares divulgado pela Nokia. O jogo foi criado em 1998 e tem como tamanho 45 Kb. Pertence a categoria de games de Corrida. Sua primeira divulgação foi no celular Nokia 3105 com uma parceria com a operadora VIVO.

## Sinopse e regras

### Como é o jogo
Este jogo consiste em uma corrida na qual você corre contra o tempo. Você precisa chegar em checkpoints, que são os pontos de reabastecimento antes que o tempo acabe. Quando você passa por um, você tem uma adição de tempo entre 20 e 25 segundos.

### Objetivos
Esse jogo o objetivo e conseguir records. Ele consiste em você conseguir ficar correndo pelo maior tempo possível que você conseguir. Quanto mais distância você corre, você vai acumulando pontos.

### Escala de pontos
Quando você finaliza um jogo, ao tempo se esgotar você terá uma pontuação, e se essa pontuação for alta, ela atinge uma posição na Escala de Pontos, que é como um Ranking das maiores pontuações.